# Чемпионат мира по кёрлингу среди мужчин 2020
62-й чемпионат мира по кёрлингу среди мужчин 2020 года был отменён. Всемирная федерация кёрлинга отменила Чемпионат мира по кёрлингу среди мужчин 2020 года из-за продолжающегося распространения (пандемии коронавируса COVID-19)
|                                                      | Given the UK Government’s move from the ‘contain’ to the ‘delay’ phase of their coronavirus action plan and the latest advice from the Scottish Government with respect to the hosting of major sports events at this time, it is with great regret that the Local Organising Committee, in conjunction with the World Curling Federation, has agreed to cancel this event in the interest of public health. |  | Учитывая переход правительства Великобритании от этапа "сдерживания" к этапу "отсрочки" своего плана действий по борьбе с коронавирусом и последние рекомендации шотландского правительства относительно проведения крупных спортивных мероприятий в настоящее время, мы с большим сожалением отмечаем, что местный организационный комитет совместно с Всемирной федерацией кёрлинга согласился отменить это мероприятие в интересах общественного здравоохранения. |  |
| объявил об отмене, Билли Гарретт, директор по спорту | |  | |  |

62-й чемпионат мира по кёрлингу среди мужчин 2020 должен был проводиться с 28 марта по 5 апреля 2020 года в городе Глазго (Шотландия) на арене «Emirates Arena» с участием 13 национальных сборных команд.
Это первый чемпионат мира, по результатам которого сборные стран должны были набирать рейтинговые очки для отбора участников кёрлинг-турнира мужских команд на Зимних Олимпийских играх 2022.
Официальный хештег чемпионата: #WMCC2020 .

## Команды-участницы
- Шотландия — команда страны-организатора;
- 7 лучших команд по итогам чемпионата Европы 2019:
  -  Германия
  -  Дания
  -  Италия
  -  Нидерланды
  -  Норвегия
  -  Швейцария
  -  Швеция
- одна команда по итогам Тихоокеанско-Азиатского чемпионата 2019:
  -  Республика Корея
- две команды по итогам квалификации от Американского континента[4]:
  -  Канада
  -  США
- две команды по итогам квалификационного турнира к чемпионатам мира 2020:
  -  Китай
  -  Россия

(источник: )

## Система проведения чемпионата
На групповом этапе команды проводят однокруговой турнир, по результатам которого шесть лучших команд выходит в плей-офф. При равенстве количества побед у двух команд учитывается результат личной встречи между ними; при равенстве количества побед у более чем двух команд ранжирование будет по результатам матчей между этими командами, при равенстве этого параметра — по тестовым броскам в дом (англ. Draw Shot Challenge, DSC, в сантиметрах, выше становится команда с меньшим значением), при равенстве этого параметра — по месту мужской команды страны в рейтинге Всемирной федерации кёрлинга перед началом чемпионата мира. 
Второй этап, плей-офф проводится по неполной олимпийской системе: две лучшие команды попадают прямо в полуфиналы; команды, занявшие места с 3-го по 6-е, попадают в четвертьфиналы (англ. Qualification Games), победители которых проходят в полуфиналы; в финале золотые награды оспаривают победители полуфиналов; бронзовые медали разыгрывают проигравшие в полуфиналах.
Время начала матчей указано местное (UTC±0:00).

## Составы команд
| Команда          | Четвёртый       | Третий           | Второй            | Первый              | Запасной           | Тренер |
| ---------------- | --------------- | ---------------- | ----------------- | ------------------- | ------------------ | ------ |
| Германия         | Марк Мускатевиц | Сикстен Тотцек   | Джошуа Сутор      | Доминик Грайндль    | Беньямин Капп      |        |
| Дания            | Миккель Краусе  | Мадс Нёргор      | Tobias Engelhardt | Хенрик Хольтерман   | Каспер Викстен     |        |
| Италия           | Жоэль Реторна   | Амос Мозанер     | Себастьяно Арман  | Симоне Гонин        | Альберто Пимпини   |        |
| Канада           | Брэд Гушу       | Марк Николс      | Бретт Галлант     | Джефф Уокер         | Джефф Томас        |        |
| Китай            | Цзоу Цян        | Ван Чжиюй        | Тянь Цзяфэн       | Сюй Цзинтао         | Хань Пэн           |        |
| Нидерланды       | Ваутер Госгенс  | Яп ван Дорп      | Лауренс Хукман    | Карло Гласберген    | Александр Маган    |        |
| Норвегия         | Томас Ульсруд   | Стеффен Вальстад | Маркус Хёйберг    | Магнус Вогберг      | Магнус Недреготтен |        |
| Республика Корея | Ким Чхан Мин    | Ли Ги Джон       | Kim Hak-kyun      | Ли Ги Бок           |                    |        |
| Россия           | Сергей Глухов   | Алексей Тимофеев | Артур Ражабов     | Антон Калалб        | Алексей Тузов      |        |
| США              | Джон Шустер     | Крис Плайс       | Мэтт Хэмилтон     | Джон Лендстейнер    |                    |        |
| Швейцария        | Янник Шваллер   | Михаэль Бруннер  | Романо Майер      | Марсель Койфелер    |                    |        |
| Швеция           | Никлас Эдин     | Оскар Эрикссон   | Расмус Врано      | Кристофер Сундгрен  | Даниэль Магнуссон  |        |
| Шотландия        | Брюс Моуэт      | Грант Харди      | Бобби Лэмми       | Хэмми Макмиллан мл. | Росс Уайт          |        |

(скипы выделены полужирным шрифтом)